# Перепечаенко, Раиса Степановна
Раиса Степановна Перепечаенко (укр. Раїса Степанівна Перепічаєнко; 18 июня 1928, Покровское, Мелитопольский округ — 13 августа 2020, Покровское, Днепропетровская область) — советский передовик производства, мастер-сыродел Покровского сырзавода Министерства мясной и молочной промышленности Украинской ССР, Днепропетровская область. Герой Социалистического Труда (1971). Депутат Верховного Совета УССР 8—9-го созывов.

## Биография
Родилась 18 июня 1928 года в селе Покровское (ныне Покровского района Днепропетровской области) в крестьянской семье.
Окончила Звенигородскую школу мастеров-сыроделов.
С 1947 по 1960 год — работница, помощник мастера Покровского сырзавода. С 1960 года — мастер-сыродел.
Благодаря инициативе Раисы Перепечаенко в цехе была установлена поточная линия для изготовления сыров унифицированной формы. Сыры, изготовленные при участии Раисы Перепичаенко, неоднократно получали признание на всесоюзных выставках и на международной ярмарке в Лейпциге. Сыры марки «Украинский», «Кубанский» и «Ярославский» получили государственный «Знак качества».
В 1970 году досрочно выполнила плановые производственные задания Восьмой пятилетки (1965—1970). Указом Президиума Верховного Совета СССР от 26 апреля 1971 года «за выдающиеся успехи, достигнутые в развитии мясной и молочной промышленности» удостоена звания Героя Социалистического Труда с вручением ордена Ленина и золотой медали Серп и Молот.
Избиралась депутатом Верховного Совета УССР 8—9 созывов.
После выхода на пенсию проживала в посёлке Покровское Днепропетровской области. Умерла 13 августа 2020 года.

## Награды
- Медаль Серп и Молот;
- Орден Ленина;
- трижды Орден Трудового Красного Знамени.